# 波姆斯
波姆斯（法語：Pomps，法語發音：[pɔms]）是法国大西洋比利牛斯省的一个市镇，属于波城区。

## 地理
波姆斯（43°29'28"N, 0°32'29"W）面积7.77 平方千米，位于法国新阿基坦大区大西洋比利牛斯省，该省份为法国东南部省份，涵盖了贝阿恩与北巴斯克，西临大西洋比斯開灣，北至朗德省，东北接热尔省，东临上比利牛斯省，南与西班牙接壤。
与波姆斯接壤的市镇（或旧市镇、城区）包括：莫尔拉讷、阿尔泰兹德贝阿恩、阿尔诺斯、布永、卡斯蒂永（阿尔泰兹德贝阿恩县）、多阿宗、热于达尔扎、阿热托班。

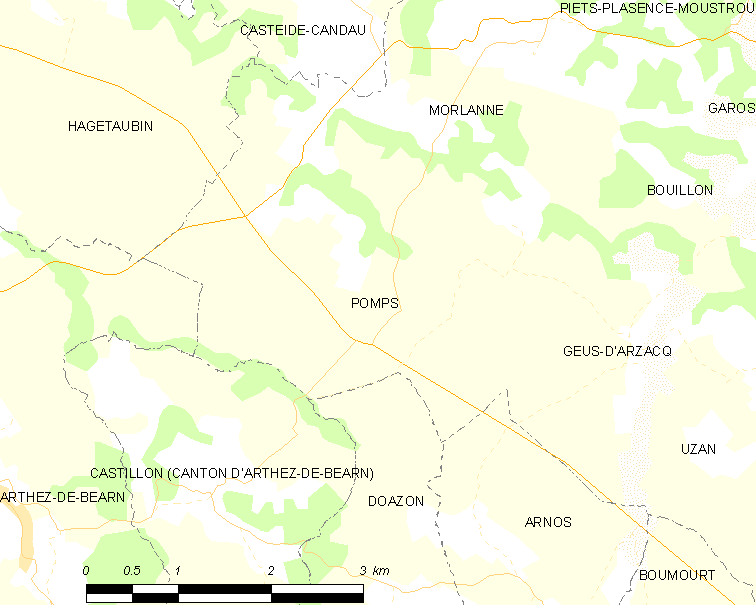
波姆斯的OSM定位图

波姆斯的时区为UTC+01:00、UTC+02:00（夏令时）。

## 行政
波姆斯的邮政编码为64370，INSEE市镇编码为64450。

## 政治
波姆斯所属的省级选区为阿尔蒂克斯和苏贝斯特尔地区县。

## 人口

1962-2008年间波姆斯人口变化图示

波姆斯于2022年1月1日时的人口数量为297人。